# Kathryn Smith
Kathryn Smith (* 1985/1986 in DeWitt, New York) ist eine US-amerikanische Footballtrainerin und die erste weibliche Vollzeittrainerin in der National Football League (NFL). Sie war zuletzt Special Teams Quality Control Coach bei den Buffalo Bills.

## NFL
Smith NFL-Karriere begann 2003 mit einem Praktikum bei den New York Jets. 2003 und 2004 arbeitete sie an der Planung von Spielen und anderen Events der Jets, bevor sie 2005 als Assistentin beim Scouting von College-Football-Spielern arbeitete. Von 2007 bis 2013 arbeitete sie als Spielerbetreuerin, bevor sie 2014 zum Trainerassistenten von Head Coach Rex Ryan ernannt wurde. Nachdem die Jets Ryan entließen und er von den Buffalo Bills verpflichtet wurde, nahm er Smith mit. 2016 beförderten die Bills sie zur Special Teams Quality Control Coach, was sie zur ersten Vollzeittrainerin in der NFL machte. Die erste weibliche Trainerin in der NFL war zwar Jennifer Welter, die 2015 während der Off-Season von den Arizona Cardinals verpflichtet wurde, Welter war jedoch nur temporär eingestellt und hatte keine Vollzeitstelle. Nachdem Sean McDermott das Amt des Head Coaches bei den Bills übernommen hatte, wurde Smith entlassen.

## Sonstiges
2007 arbeitete Smith in administrativen Angelegenheiten an der St. John’s University für das Männer-Basketballteam. An derselben Universität machte sie 2007 auch ihren Abschluss in Sportmanagement.